# Tống (nước)
Tống (Phồn thể: 宋國; giản thể: 宋国) là một quốc gia chư hầu của nhà Chu thời Xuân Thu và Chiến Quốc trong lịch sử Trung Quốc, lãnh thổ quốc gia này bao gồm phần tỉnh Hà Nam hiện nay.
Quốc gia này được thành lập đầu thời nhà Chu, khi Chu Vũ vương phạt Trụ Vương, nước Tống được cấp cho con cháu nhà Thương để cầu hương hỏa. Khổng Tử là một hậu duệ của một quý tộc người Tống, sau di cư sang nước Lỗ.
Vào thời Chiến Quốc, Tống bị liên quân ba nước Tề, Ngụy và Sở diệt năm 286 TCN.

## Thành lập

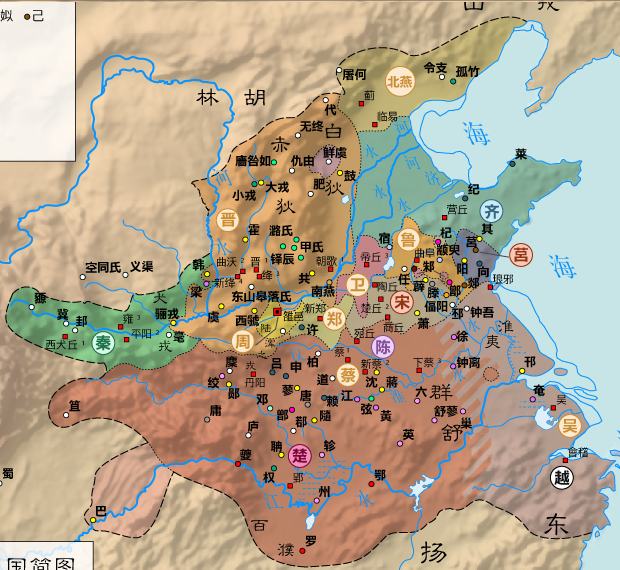
Giản đồ các nước lớn thời Xuân Thu
Tống (宋)
Tấn (晋)
Yên (北燕)
Tề (齐)
Tần (秦)
Sở (楚)
Ngô (吴)
Cử (莒)
Lỗ (鲁)
Vệ (卫)
Trịnh (郑)
Ba (巴)
Đất do thiên tử nhà Chu cai quản

Nước Tống là dòng dõi nhà Thương - triều đại cai trị Trung Quốc thời cổ đại sau nhà Hạ và trước nhà Chu.
Cuối đời nhà Thương, vua thứ 30 là Trụ Vương tàn ác, mất lòng thiên hạ. Chu Vũ vương hợp binh với các nước chư hầu đánh dẹp, lật đổ nhà Thương. Trụ Vương tự sát, con của Trụ Vương là Vũ Canh bị bắt. Chu Vũ Vương phong cho Vũ Canh làm vua nước Ân để giữ hương hỏa nhà Thương.
Lúc Chu Thành vương lên ngôi, Chu Công chấp triều. Vũ Canh tập hợp lực lượng chống lại (1116 TCN). Chu Công mang quân đàn áp. Khoảng 3 năm sau, bắt được Vũ Canh (1113 TCN), đem chém; phong cho tôn thất nhà Ân là Vi Tử Khải (anh Trụ Vương, bác của Vũ Canh) làm vua đất ấy. Vi Tử Khải đổi tên nước là Tống. Có thể xem Vi Tử Khải là vua sáng lập ra nước Tống và được nhà Chu phong tước Công, một tước lớn nhất trong tất cả các chư hầu.

## Phát triển và diệt vong
Đầu thời Xuân Thu, nước Tống hình thành chế độ huynh chung đệ cập (兄终弟及; anh chết thì em lên thay), làm lung lay chính quyền nước Tống một cách trầm trọng. Năm 728 TCN, Tống Tuyên công mất, em trai là Tống Mục công kế vị, sau con của Tuyên công là Tống Thương công kế vị thì bị Hoa Phụ Đốc (華父督) giết, lập con Mục công là Tống Trang công. Năm 690 TCN, phát sinh loạn Tống Tử Du, chư công tử chạy khắp các nước khác, sau cùng tôn phù lập con của Trang công là Công tử Ngữ Thuyết lên ngôi, tức Tống Hoàn công. Từ thời gian này, nước Tống mới có cơ hội phát triển cực đại, hùng mạnh trong một thời gian ngắn.
Năm 643 TCN, Tề Hoàn công, vua bá chủ chư hầu đầu tiên thời Xuân Thu qua đời, nước Tề suy yếu. Quốc chủ thứ 20 nước Tống là Tống Tương công muốn tranh giành ngôi bá chủ, tổ chức hội họp chư hầu. Nhưng sau đó, Tống Tương công thất bại trước Sở Thành vương trong cuộc đối đầu quân sự. Tuy vậy, có ý kiến vẫn xếp Tống Tương công là một trong Ngũ bá của thời Xuân Thu.
Thời kỳ Tống Tương công cũng là giai đoạn phát triển cao nhất của nước Tống. Những năm sau, khi hai nước Tấn và Sở trở thành chư hầu mạnh nhất và tranh giành ngôi bá chủ, nước Tống khi ngả theo Tấn, khi ngả theo Sở.
Trong khoảng 800 năm tồn tại, nước Tống đã có những vụ biến loạn tranh chấp ngôi quân chủ dẫn đến việc sát hại các vị vua: Tống Thương công bị giết năm 711 TCN, Tống Mẫn công bị giết năm 681 TCN, Tống Tiền Phế công bị giết cùng năm, Tống Hậu Phế công bị giết năm 620 TCN, Tống Chiêu công bị giết năm 611 TCN, Tống Dịch Thành quân bị giết năm 335 TCN.
Vào giai đoạn cuối thời Xuân Thu, lợi dụng nước Sở đang bị nước Ngô quấy rối và nước Tấn trễ biếng, không thiết tha gì với việc tranh bá chư hầu nữa, nước Tống đã đem quân xâm chiếm và mở rộng lãnh thổ. Xung đột với Trịnh giành ấp, diệt nước Tào, họ muốn thông qua những xung đột này mà tạo thanh thế và giành lấy ngôi vị bá chủ, trong tình hình cả Sở và Tấn đều có những vấn đề của riêng mình. Nhưng tham vọng đó của nước Tống đã bị chặn đứng khi họ lại phải đối mặt với một cường quốc mới nổi khác là Ngô, thời điểm này Ngô vừa đánh cho nước Sở đến suy kiệt và đánh bại Việt, trở thành quốc gia mạnh nhất thời điểm lúc đó, thanh thế rất lớn. Ngô Phù Sai đem quân lấn đất Tống, ép nước này đến dự hội chư hầu.
Nước Tống được phong tước Công. Đến thời Chiến Quốc, các chư hầu lớn đều xưng Vương. Quốc chủ thứ 34 nước Tống là Tử Yển muốn ngang hàng với Thất hùng, bèn xưng Vương năm 324 TCN, tức là Tống Khang vương. Khang vương khuếch trương thế lực, mang quân đi xâm lấn các quốc gia xung quanh như Tề, Sở, Ngụy, Hàn. Nhờ những cuộc xâm lấn đó mà nước Tống mở rộng lãnh thổ và trở nên hùng mạnh trong một khoảng thời gian ngắn, khiến những nước coi thường Tống trước đây là Sở, Ngụy, Hàn bất ngờ vì sự lột xác trong một khoảng thời gian ngắn của nước Tống yếu ớt và dành một sự khâm phục nhất định cho Tống Khang vương. Nhưng do Khang vương là một vị vua nhà binh, lại ham mê tửu sắc không khác gì Hạ Kiệt khi xưa nên dân Tống dần oán ghét.
Năm 286 TCN, Tề Mẫn vương điều binh đánh Tống, giết chết Tống Khang vương. Nước Tống bị tiêu diệt.

## Các vị quân chủ
Nước Tống truyền được 34 vua, gồm khoảng 30 thế hệ. Danh sách dưới đây lấy theo Sử ký của Tư Mã Thiên, quyển 38, Tống Vi Tử thế gia, đệ 8
|                                        |                                        |                                        |                                        |                                        |                                        |  |  |                                          |                                          |                                          |                                          |                                          |                                          |  |  |                                          |                                          |                                          |                                          |                                          |                                          |  |  |                                         |                                         |                                         |                                         |                                         |                                         |  |  |                                       |                                       |                                       |                                       |                                       |                                       |  |  |                                                |                                                |                                                |                                                |                                                |                                                |  |  |                                            |                                            |                                            |                                            |                                            |                                            |  |  |  |  |  |  |  |  |  |  |  |  |  |  |  |  |  |  |  |  |  |  |  |  |  |  |  |  |  |  |  |  |  |  |  |  |  |  |  |  |
|                                        |                                        |                                        |                                        |                                        |                                        |  |  |                                          |                                          |                                          |                                          |                                          |                                          |  |  |                                          |                                          |                                          |                                          |                                          |                                          |  |  |                                         |                                         |                                         |                                         |                                         |                                         |  |  |                                       |                                       |                                       |                                       |                                       |                                       |  |  |                                                |                                                |                                                |                                                |                                                |                                                |  |  |                                            |                                            |                                            |                                            |                                            |                                            |  |  |  |  |  |  |  |  |  |  |  |  |  |  |  |  |  |  |  |  |  |  |  |  |  |  |  |  |  |  |  |  |  |  |  |  |  |  |  |  |
|                                        |                                        |                                        |                                        |                                        |                                        |  |  | (1) Vi Tử                                | (1) Vi Tử                                | (1) Vi Tử                                | (1) Vi Tử                                | (1) Vi Tử                                | (1) Vi Tử                                |  |  | (2) Vi Trọng                             | (2) Vi Trọng                             | (2) Vi Trọng                             | (2) Vi Trọng                             | (2) Vi Trọng                             | (2) Vi Trọng                             |  |  |                                         |                                         |                                         |                                         |                                         |                                         |  |  |                                       |                                       |                                       |                                       |                                       |                                       |  |  |                                                |                                                |                                                |                                                |                                                |                                                |  |  |                                            |                                            |                                            |                                            |                                            |                                            |  |  |  |  |  |  |  |  |  |  |  |  |  |  |  |  |  |  |  |  |  |  |  |  |  |  |  |  |  |  |  |  |  |  |  |  |  |  |  |  |
|                                        |                                        |                                        |                                        |                                        |                                        |  |  | (1) Vi Tử                                | (1) Vi Tử                                | (1) Vi Tử                                | (1) Vi Tử                                | (1) Vi Tử                                | (1) Vi Tử                                |  |  | (2) Vi Trọng                             | (2) Vi Trọng                             | (2) Vi Trọng                             | (2) Vi Trọng                             | (2) Vi Trọng                             | (2) Vi Trọng                             |  |  |                                         |                                         |                                         |                                         |                                         |                                         |  |  |                                       |                                       |                                       |                                       |                                       |                                       |  |  |                                                |                                                |                                                |                                                |                                                |                                                |  |  |                                            |                                            |                                            |                                            |                                            |                                            |  |  |  |  |  |  |  |  |  |  |  |  |  |  |  |  |  |  |  |  |  |  |  |  |  |  |  |  |  |  |  |  |  |  |  |  |  |  |  |  |
|                                        |                                        |                                        |                                        |                                        |                                        |  |  | □                                        | □                                        | □                                        | □                                        | □                                        | □                                        |  |  | (3) Tống công Kê                         | (3) Tống công Kê                         | (3) Tống công Kê                         | (3) Tống công Kê                         | (3) Tống công Kê                         | (3) Tống công Kê                         |  |  |                                         |                                         |                                         |                                         |                                         |                                         |  |  |                                       |                                       |                                       |                                       |                                       |                                       |  |  |                                                |                                                |                                                |                                                |                                                |                                                |  |  |                                            |                                            |                                            |                                            |                                            |                                            |  |  |  |  |  |  |  |  |  |  |  |  |  |  |  |  |  |  |  |  |  |  |  |  |  |  |  |  |  |  |  |  |  |  |  |  |  |  |  |  |
|                                        |                                        |                                        |                                        |                                        |                                        |  |  | □                                        | □                                        | □                                        | □                                        | □                                        | □                                        |  |  | (3) Tống công Kê                         | (3) Tống công Kê                         | (3) Tống công Kê                         | (3) Tống công Kê                         | (3) Tống công Kê                         | (3) Tống công Kê                         |  |  |                                         |                                         |                                         |                                         |                                         |                                         |  |  |                                       |                                       |                                       |                                       |                                       |                                       |  |  |                                                |                                                |                                                |                                                |                                                |                                                |  |  |                                            |                                            |                                            |                                            |                                            |                                            |  |  |  |  |  |  |  |  |  |  |  |  |  |  |  |  |  |  |  |  |  |  |  |  |  |  |  |  |  |  |  |  |  |  |  |  |  |  |  |  |
|                                        |                                        |                                        |                                        |                                        |                                        |  |  | Đột                                      | Đột                                      | Đột                                      | Đột                                      | Đột                                      | Đột                                      |  |  | (4) Tống Đinh công                       | (4) Tống Đinh công                       | (4) Tống Đinh công                       | (4) Tống Đinh công                       | (4) Tống Đinh công                       | (4) Tống Đinh công                       |  |  |                                         |                                         |                                         |                                         |                                         |                                         |  |  |                                       |                                       |                                       |                                       |                                       |                                       |  |  |                                                |                                                |                                                |                                                |                                                |                                                |  |  |                                            |                                            |                                            |                                            |                                            |                                            |  |  |  |  |  |  |  |  |  |  |  |  |  |  |  |  |  |  |  |  |  |  |  |  |  |  |  |  |  |  |  |  |  |  |  |  |  |  |  |  |
|                                        |                                        |                                        |                                        |                                        |                                        |  |  | Đột                                      | Đột                                      | Đột                                      | Đột                                      | Đột                                      | Đột                                      |  |  | (4) Tống Đinh công                       | (4) Tống Đinh công                       | (4) Tống Đinh công                       | (4) Tống Đinh công                       | (4) Tống Đinh công                       | (4) Tống Đinh công                       |  |  |                                         |                                         |                                         |                                         |                                         |                                         |  |  |                                       |                                       |                                       |                                       |                                       |                                       |  |  |                                                |                                                |                                                |                                                |                                                |                                                |  |  |                                            |                                            |                                            |                                            |                                            |                                            |  |  |  |  |  |  |  |  |  |  |  |  |  |  |  |  |  |  |  |  |  |  |  |  |  |  |  |  |  |  |  |  |  |  |  |  |  |  |  |  |
|                                        |                                        |                                        |                                        |                                        |                                        |  |  |                                          |                                          |                                          |                                          |                                          |                                          |  |  |                                          |                                          |                                          |                                          |                                          |                                          |  |  |                                         |                                         |                                         |                                         |                                         |                                         |  |  |                                       |                                       |                                       |                                       |                                       |                                       |  |  |                                                |                                                |                                                |                                                |                                                |                                                |  |  |                                            |                                            |                                            |                                            |                                            |                                            |  |  |  |  |  |  |  |  |  |  |  |  |  |  |  |  |  |  |  |  |  |  |  |  |  |  |  |  |  |  |  |  |  |  |  |  |  |  |  |  |
|                                        |                                        |                                        |                                        |                                        |                                        |  |  |                                          |                                          |                                          |                                          |                                          |                                          |  |  | (5) Tống Mẫn công                        | (5) Tống Mẫn công                        | (5) Tống Mẫn công                        | (5) Tống Mẫn công                        | (5) Tống Mẫn công                        | (5) Tống Mẫn công                        |  |  | (6) Tống Dương công                     | (6) Tống Dương công                     | (6) Tống Dương công                     | (6) Tống Dương công                     | (6) Tống Dương công                     | (6) Tống Dương công                     |  |  |                                       |                                       |                                       |                                       |                                       |                                       |  |  |                                                |                                                |                                                |                                                |                                                |                                                |  |  |                                            |                                            |                                            |                                            |                                            |                                            |  |  |  |  |  |  |  |  |  |  |  |  |  |  |  |  |  |  |  |  |  |  |  |  |  |  |  |  |  |  |  |  |  |  |  |  |  |  |  |  |
|                                        |                                        |                                        |                                        |                                        |                                        |  |  |                                          |                                          |                                          |                                          |                                          |                                          |  |  | (5) Tống Mẫn công                        | (5) Tống Mẫn công                        | (5) Tống Mẫn công                        | (5) Tống Mẫn công                        | (5) Tống Mẫn công                        | (5) Tống Mẫn công                        |  |  | (6) Tống Dương công                     | (6) Tống Dương công                     | (6) Tống Dương công                     | (6) Tống Dương công                     | (6) Tống Dương công                     | (6) Tống Dương công                     |  |  |                                       |                                       |                                       |                                       |                                       |                                       |  |  |                                                |                                                |                                                |                                                |                                                |                                                |  |  |                                            |                                            |                                            |                                            |                                            |                                            |  |  |  |  |  |  |  |  |  |  |  |  |  |  |  |  |  |  |  |  |  |  |  |  |  |  |  |  |  |  |  |  |  |  |  |  |  |  |  |  |
|                                        |                                        |                                        |                                        |                                        |                                        |  |  |                                          |                                          |                                          |                                          |                                          |                                          |  |  |                                          |                                          |                                          |                                          |                                          |                                          |  |  |                                         |                                         |                                         |                                         |                                         |                                         |  |  |                                       |                                       |                                       |                                       |                                       |                                       |  |  |                                                |                                                |                                                |                                                |                                                |                                                |  |  |                                            |                                            |                                            |                                            |                                            |                                            |  |  |  |  |  |  |  |  |  |  |  |  |  |  |  |  |  |  |  |  |  |  |  |  |  |  |  |  |  |  |  |  |  |  |  |  |  |  |  |  |
|                                        |                                        |                                        |                                        |                                        |                                        |  |  | Phất Phụ Hà Khổng thị                    | Phất Phụ Hà Khổng thị                    | Phất Phụ Hà Khổng thị                    | Phất Phụ Hà Khổng thị                    | Phất Phụ Hà Khổng thị                    | Phất Phụ Hà Khổng thị                    |  |  | (7) Tống Lệ công                         | (7) Tống Lệ công                         | (7) Tống Lệ công                         | (7) Tống Lệ công                         | (7) Tống Lệ công                         | (7) Tống Lệ công                         |  |  |                                         |                                         |                                         |                                         |                                         |                                         |  |  |                                       |                                       |                                       |                                       |                                       |                                       |  |  |                                                |                                                |                                                |                                                |                                                |                                                |  |  |                                            |                                            |                                            |                                            |                                            |                                            |  |  |  |  |  |  |  |  |  |  |  |  |  |  |  |  |  |  |  |  |  |  |  |  |  |  |  |  |  |  |  |  |  |  |  |  |  |  |  |  |
|                                        |                                        |                                        |                                        |                                        |                                        |  |  | Phất Phụ Hà Khổng thị                    | Phất Phụ Hà Khổng thị                    | Phất Phụ Hà Khổng thị                    | Phất Phụ Hà Khổng thị                    | Phất Phụ Hà Khổng thị                    | Phất Phụ Hà Khổng thị                    |  |  | (7) Tống Lệ công                         | (7) Tống Lệ công                         | (7) Tống Lệ công                         | (7) Tống Lệ công                         | (7) Tống Lệ công                         | (7) Tống Lệ công                         |  |  |                                         |                                         |                                         |                                         |                                         |                                         |  |  |                                       |                                       |                                       |                                       |                                       |                                       |  |  |                                                |                                                |                                                |                                                |                                                |                                                |  |  |                                            |                                            |                                            |                                            |                                            |                                            |  |  |  |  |  |  |  |  |  |  |  |  |  |  |  |  |  |  |  |  |  |  |  |  |  |  |  |  |  |  |  |  |  |  |  |  |  |  |  |  |
|                                        |                                        |                                        |                                        |                                        |                                        |  |  |                                          |                                          |                                          |                                          |                                          |                                          |  |  | (8) Tống Ly công ?-859 TCN -831 TCN      |                                          |                                          |                                          |                                          |                                          |  |  |                                         |                                         |                                         |                                         |                                         |                                         |  |  |                                       |                                       |                                       |                                       |                                       |                                       |  |  |                                                |                                                |                                                |                                                |                                                |                                                |  |  |                                            |                                            |                                            |                                            |                                            |                                            |  |  |  |  |  |  |  |  |  |  |  |  |  |  |  |  |  |  |  |  |  |  |  |  |  |  |  |  |  |  |  |  |  |  |  |  |  |  |  |  |
|                                        |                                        |                                        |                                        |                                        |                                        |  |  |                                          |                                          |                                          |                                          |                                          |                                          |  |  |                                          |                                          |                                          |                                          |                                          |                                          |  |  |                                         |                                         |                                         |                                         |                                         |                                         |  |  |                                       |                                       |                                       |                                       |                                       |                                       |  |  |                                                |                                                |                                                |                                                |                                                |                                                |  |  |                                            |                                            |                                            |                                            |                                            |                                            |  |  |  |  |  |  |  |  |  |  |  |  |  |  |  |  |  |  |  |  |  |  |  |  |  |  |  |  |  |  |  |  |  |  |  |  |  |  |  |  |
|                                        |                                        |                                        |                                        |                                        |                                        |  |  |                                          |                                          |                                          |                                          |                                          |                                          |  |  | (9) Tống Huệ công ?-831 TCN -801 TCN     |                                          |                                          |                                          |                                          |                                          |  |  |                                         |                                         |                                         |                                         |                                         |                                         |  |  |                                       |                                       |                                       |                                       |                                       |                                       |  |  |                                                |                                                |                                                |                                                |                                                |                                                |  |  |                                            |                                            |                                            |                                            |                                            |                                            |  |  |  |  |  |  |  |  |  |  |  |  |  |  |  |  |  |  |  |  |  |  |  |  |  |  |  |  |  |  |  |  |  |  |  |  |  |  |  |  |
|                                        |                                        |                                        |                                        |                                        |                                        |  |  |                                          |                                          |                                          |                                          |                                          |                                          |  |  |                                          |                                          |                                          |                                          |                                          |                                          |  |  |                                         |                                         |                                         |                                         |                                         |                                         |  |  |                                       |                                       |                                       |                                       |                                       |                                       |  |  |                                                |                                                |                                                |                                                |                                                |                                                |  |  |                                            |                                            |                                            |                                            |                                            |                                            |  |  |  |  |  |  |  |  |  |  |  |  |  |  |  |  |  |  |  |  |  |  |  |  |  |  |  |  |  |  |  |  |  |  |  |  |  |  |  |  |
|                                        |                                        |                                        |                                        |                                        |                                        |  |  |                                          |                                          |                                          |                                          |                                          |                                          |  |  | (10) Tống Ai công ?-801 TCN -800 TCN     |                                          |                                          |                                          |                                          |                                          |  |  |                                         |                                         |                                         |                                         |                                         |                                         |  |  |                                       |                                       |                                       |                                       |                                       |                                       |  |  |                                                |                                                |                                                |                                                |                                                |                                                |  |  |                                            |                                            |                                            |                                            |                                            |                                            |  |  |  |  |  |  |  |  |  |  |  |  |  |  |  |  |  |  |  |  |  |  |  |  |  |  |  |  |  |  |  |  |  |  |  |  |  |  |  |  |
|                                        |                                        |                                        |                                        |                                        |                                        |  |  |                                          |                                          |                                          |                                          |                                          |                                          |  |  |                                          |                                          |                                          |                                          |                                          |                                          |  |  |                                         |                                         |                                         |                                         |                                         |                                         |  |  |                                       |                                       |                                       |                                       |                                       |                                       |  |  |                                                |                                                |                                                |                                                |                                                |                                                |  |  |                                            |                                            |                                            |                                            |                                            |                                            |  |  |  |  |  |  |  |  |  |  |  |  |  |  |  |  |  |  |  |  |  |  |  |  |  |  |  |  |  |  |  |  |  |  |  |  |  |  |  |  |
|                                        |                                        |                                        |                                        |                                        |                                        |  |  |                                          |                                          |                                          |                                          |                                          |                                          |  |  | (11) Tống Đái công ?-800 TCN -766 TCN    |                                          |                                          |                                          |                                          |                                          |  |  |                                         |                                         |                                         |                                         |                                         |                                         |  |  |                                       |                                       |                                       |                                       |                                       |                                       |  |  |                                                |                                                |                                                |                                                |                                                |                                                |  |  |                                            |                                            |                                            |                                            |                                            |                                            |  |  |  |  |  |  |  |  |  |  |  |  |  |  |  |  |  |  |  |  |  |  |  |  |  |  |  |  |  |  |  |  |  |  |  |  |  |  |  |  |
|                                        |                                        |                                        |                                        |                                        |                                        |  |  |                                          |                                          |                                          |                                          |                                          |                                          |  |  |                                          |                                          |                                          |                                          |                                          |                                          |  |  |                                         |                                         |                                         |                                         |                                         |                                         |  |  |                                       |                                       |                                       |                                       |                                       |                                       |  |  |                                                |                                                |                                                |                                                |                                                |                                                |  |  |                                            |                                            |                                            |                                            |                                            |                                            |  |  |  |  |  |  |  |  |  |  |  |  |  |  |  |  |  |  |  |  |  |  |  |  |  |  |  |  |  |  |  |  |  |  |  |  |  |  |  |  |
|                                        |                                        |                                        |                                        |                                        |                                        |  |  |                                          |                                          |                                          |                                          |                                          |                                          |  |  |                                          |                                          |                                          |                                          |                                          |                                          |  |  |                                         |                                         |                                         |                                         |                                         |                                         |  |  |                                       |                                       |                                       |                                       |                                       |                                       |  |  |                                                |                                                |                                                |                                                |                                                |                                                |  |  |                                            |                                            |                                            |                                            |                                            |                                            |  |  |  |  |  |  |  |  |  |  |  |  |  |  |  |  |  |  |  |  |  |  |  |  |  |  |  |  |  |  |  |  |  |  |  |  |  |  |  |  |
|                                        |                                        |                                        |                                        |                                        |                                        |  |  |                                          |                                          |                                          |                                          |                                          |                                          |  |  | (12) Tống Vũ công ?-766 TCN -748 TCN     | (12) Tống Vũ công ?-766 TCN -748 TCN     | (12) Tống Vũ công ?-766 TCN -748 TCN     | (12) Tống Vũ công ?-766 TCN -748 TCN     | (12) Tống Vũ công ?-766 TCN -748 TCN     | (12) Tống Vũ công ?-766 TCN -748 TCN     |  |  | Hảo Phụ Thuyết                          | Hảo Phụ Thuyết                          | Hảo Phụ Thuyết                          | Hảo Phụ Thuyết                          | Hảo Phụ Thuyết                          | Hảo Phụ Thuyết                          |  |  | Nhạc Phụ Khản Nhạc thị                | Nhạc Phụ Khản Nhạc thị                | Nhạc Phụ Khản Nhạc thị                | Nhạc Phụ Khản Nhạc thị                | Nhạc Phụ Khản Nhạc thị                | Nhạc Phụ Khản Nhạc thị                |  |  | Hoàng Phủ Sung Thạch Hoàng thị                 | Hoàng Phủ Sung Thạch Hoàng thị                 | Hoàng Phủ Sung Thạch Hoàng thị                 | Hoàng Phủ Sung Thạch Hoàng thị                 | Hoàng Phủ Sung Thạch Hoàng thị                 | Hoàng Phủ Sung Thạch Hoàng thị                 |  |  | □ Lão thị                                  | □ Lão thị                                  | □ Lão thị                                  | □ Lão thị                                  | □ Lão thị                                  | □ Lão thị                                  |  |  |  |  |  |  |  |  |  |  |  |  |  |  |  |  |  |  |  |  |  |  |  |  |  |  |  |  |  |  |  |  |  |  |  |  |  |  |  |  |
|                                        |                                        |                                        |                                        |                                        |                                        |  |  |                                          |                                          |                                          |                                          |                                          |                                          |  |  | (12) Tống Vũ công ?-766 TCN -748 TCN     | (12) Tống Vũ công ?-766 TCN -748 TCN     | (12) Tống Vũ công ?-766 TCN -748 TCN     | (12) Tống Vũ công ?-766 TCN -748 TCN     | (12) Tống Vũ công ?-766 TCN -748 TCN     | (12) Tống Vũ công ?-766 TCN -748 TCN     |  |  | Hảo Phụ Thuyết                          | Hảo Phụ Thuyết                          | Hảo Phụ Thuyết                          | Hảo Phụ Thuyết                          | Hảo Phụ Thuyết                          | Hảo Phụ Thuyết                          |  |  | Nhạc Phụ Khản Nhạc thị                | Nhạc Phụ Khản Nhạc thị                | Nhạc Phụ Khản Nhạc thị                | Nhạc Phụ Khản Nhạc thị                | Nhạc Phụ Khản Nhạc thị                | Nhạc Phụ Khản Nhạc thị                |  |  | Hoàng Phủ Sung Thạch Hoàng thị                 | Hoàng Phủ Sung Thạch Hoàng thị                 | Hoàng Phủ Sung Thạch Hoàng thị                 | Hoàng Phủ Sung Thạch Hoàng thị                 | Hoàng Phủ Sung Thạch Hoàng thị                 | Hoàng Phủ Sung Thạch Hoàng thị                 |  |  | □ Lão thị                                  | □ Lão thị                                  | □ Lão thị                                  | □ Lão thị                                  | □ Lão thị                                  | □ Lão thị                                  |  |  |  |  |  |  |  |  |  |  |  |  |  |  |  |  |  |  |  |  |  |  |  |  |  |  |  |  |  |  |  |  |  |  |  |  |  |  |  |  |
|                                        |                                        |                                        |                                        |                                        |                                        |  |  |                                          |                                          |                                          |                                          |                                          |                                          |  |  |                                          |                                          |                                          |                                          |                                          |                                          |  |  |                                         |                                         |                                         |                                         |                                         |                                         |  |  |                                       |                                       |                                       |                                       |                                       |                                       |  |  |                                                |                                                |                                                |                                                |                                                |                                                |  |  |                                            |                                            |                                            |                                            |                                            |                                            |  |  |  |  |  |  |  |  |  |  |  |  |  |  |  |  |  |  |  |  |  |  |  |  |  |  |  |  |  |  |  |  |  |  |  |  |  |  |  |  |
|                                        |                                        |                                        |                                        |                                        |                                        |  |  | (13) Tống Tuyên công ?-748 TCN -729 TCN  | (13) Tống Tuyên công ?-748 TCN -729 TCN  | (13) Tống Tuyên công ?-748 TCN -729 TCN  | (13) Tống Tuyên công ?-748 TCN -729 TCN  | (13) Tống Tuyên công ?-748 TCN -729 TCN  | (13) Tống Tuyên công ?-748 TCN -729 TCN  |  |  | (14) Tống Mục công ?-729 TCN -720 TCN    | (14) Tống Mục công ?-729 TCN -720 TCN    | (14) Tống Mục công ?-729 TCN -720 TCN    | (14) Tống Mục công ?-729 TCN -720 TCN    | (14) Tống Mục công ?-729 TCN -720 TCN    | (14) Tống Mục công ?-729 TCN -720 TCN    |  |  | Hoa Phụ Đốc Hoa thị                     | Hoa Phụ Đốc Hoa thị                     | Hoa Phụ Đốc Hoa thị                     | Hoa Phụ Đốc Hoa thị                     | Hoa Phụ Đốc Hoa thị                     | Hoa Phụ Đốc Hoa thị                     |  |  |                                       |                                       |                                       |                                       |                                       |                                       |  |  |                                                |                                                |                                                |                                                |                                                |                                                |  |  |                                            |                                            |                                            |                                            |                                            |                                            |  |  |  |  |  |  |  |  |  |  |  |  |  |  |  |  |  |  |  |  |  |  |  |  |  |  |  |  |  |  |  |  |  |  |  |  |  |  |  |  |
|                                        |                                        |                                        |                                        |                                        |                                        |  |  | (13) Tống Tuyên công ?-748 TCN -729 TCN  | (13) Tống Tuyên công ?-748 TCN -729 TCN  | (13) Tống Tuyên công ?-748 TCN -729 TCN  | (13) Tống Tuyên công ?-748 TCN -729 TCN  | (13) Tống Tuyên công ?-748 TCN -729 TCN  | (13) Tống Tuyên công ?-748 TCN -729 TCN  |  |  | (14) Tống Mục công ?-729 TCN -720 TCN    | (14) Tống Mục công ?-729 TCN -720 TCN    | (14) Tống Mục công ?-729 TCN -720 TCN    | (14) Tống Mục công ?-729 TCN -720 TCN    | (14) Tống Mục công ?-729 TCN -720 TCN    | (14) Tống Mục công ?-729 TCN -720 TCN    |  |  | Hoa Phụ Đốc Hoa thị                     | Hoa Phụ Đốc Hoa thị                     | Hoa Phụ Đốc Hoa thị                     | Hoa Phụ Đốc Hoa thị                     | Hoa Phụ Đốc Hoa thị                     | Hoa Phụ Đốc Hoa thị                     |  |  |                                       |                                       |                                       |                                       |                                       |                                       |  |  |                                                |                                                |                                                |                                                |                                                |                                                |  |  |                                            |                                            |                                            |                                            |                                            |                                            |  |  |  |  |  |  |  |  |  |  |  |  |  |  |  |  |  |  |  |  |  |  |  |  |  |  |  |  |  |  |  |  |  |  |  |  |  |  |  |  |
|                                        |                                        |                                        |                                        |                                        |                                        |  |  |                                          |                                          |                                          |                                          |                                          |                                          |  |  |                                          |                                          |                                          |                                          |                                          |                                          |  |  |                                         |                                         |                                         |                                         |                                         |                                         |  |  |                                       |                                       |                                       |                                       |                                       |                                       |  |  |                                                |                                                |                                                |                                                |                                                |                                                |  |  |                                            |                                            |                                            |                                            |                                            |                                            |  |  |  |  |  |  |  |  |  |  |  |  |  |  |  |  |  |  |  |  |  |  |  |  |  |  |  |  |  |  |  |  |  |  |  |  |  |  |  |  |
|                                        |                                        |                                        |                                        |                                        |                                        |  |  | (15) Tống Thương công ?-720 TCN -710 TCN | (15) Tống Thương công ?-720 TCN -710 TCN | (15) Tống Thương công ?-720 TCN -710 TCN | (15) Tống Thương công ?-720 TCN -710 TCN | (15) Tống Thương công ?-720 TCN -710 TCN | (15) Tống Thương công ?-720 TCN -710 TCN |  |  | (16) Tống Trang công ?-710 TCN -692 TCN  | (16) Tống Trang công ?-710 TCN -692 TCN  | (16) Tống Trang công ?-710 TCN -692 TCN  | (16) Tống Trang công ?-710 TCN -692 TCN  | (16) Tống Trang công ?-710 TCN -692 TCN  | (16) Tống Trang công ?-710 TCN -692 TCN  |  |  | Tả sư Bột                               | Tả sư Bột                               | Tả sư Bột                               | Tả sư Bột                               | Tả sư Bột                               | Tả sư Bột                               |  |  |                                       |                                       |                                       |                                       |                                       |                                       |  |  |                                                |                                                |                                                |                                                |                                                |                                                |  |  |                                            |                                            |                                            |                                            |                                            |                                            |  |  |  |  |  |  |  |  |  |  |  |  |  |  |  |  |  |  |  |  |  |  |  |  |  |  |  |  |  |  |  |  |  |  |  |  |  |  |  |  |
|                                        |                                        |                                        |                                        |                                        |                                        |  |  | (15) Tống Thương công ?-720 TCN -710 TCN | (15) Tống Thương công ?-720 TCN -710 TCN | (15) Tống Thương công ?-720 TCN -710 TCN | (15) Tống Thương công ?-720 TCN -710 TCN | (15) Tống Thương công ?-720 TCN -710 TCN | (15) Tống Thương công ?-720 TCN -710 TCN |  |  | (16) Tống Trang công ?-710 TCN -692 TCN  | (16) Tống Trang công ?-710 TCN -692 TCN  | (16) Tống Trang công ?-710 TCN -692 TCN  | (16) Tống Trang công ?-710 TCN -692 TCN  | (16) Tống Trang công ?-710 TCN -692 TCN  | (16) Tống Trang công ?-710 TCN -692 TCN  |  |  | Tả sư Bột                               | Tả sư Bột                               | Tả sư Bột                               | Tả sư Bột                               | Tả sư Bột                               | Tả sư Bột                               |  |  |                                       |                                       |                                       |                                       |                                       |                                       |  |  |                                                |                                                |                                                |                                                |                                                |                                                |  |  |                                            |                                            |                                            |                                            |                                            |                                            |  |  |  |  |  |  |  |  |  |  |  |  |  |  |  |  |  |  |  |  |  |  |  |  |  |  |  |  |  |  |  |  |  |  |  |  |  |  |  |  |
|                                        |                                        |                                        |                                        |                                        |                                        |  |  |                                          |                                          |                                          |                                          |                                          |                                          |  |  |                                          |                                          |                                          |                                          |                                          |                                          |  |  |                                         |                                         |                                         |                                         |                                         |                                         |  |  |                                       |                                       |                                       |                                       |                                       |                                       |  |  |                                                |                                                |                                                |                                                |                                                |                                                |  |  |                                            |                                            |                                            |                                            |                                            |                                            |  |  |  |  |  |  |  |  |  |  |  |  |  |  |  |  |  |  |  |  |  |  |  |  |  |  |  |  |  |  |  |  |  |  |  |  |  |  |  |  |
| (18) Tống Tử Du ?-682 TCN              | (18) Tống Tử Du ?-682 TCN              | (18) Tống Tử Du ?-682 TCN              | (18) Tống Tử Du ?-682 TCN              | (18) Tống Tử Du ?-682 TCN              | (18) Tống Tử Du ?-682 TCN              |  |  | (17) Tống Mẫn công ?-692 TCN -682 TCN    | (17) Tống Mẫn công ?-692 TCN -682 TCN    | (17) Tống Mẫn công ?-692 TCN -682 TCN    | (17) Tống Mẫn công ?-692 TCN -682 TCN    | (17) Tống Mẫn công ?-692 TCN -682 TCN    | (17) Tống Mẫn công ?-692 TCN -682 TCN    |  |  | (19) Tống Hoàn công ?-682 TCN -651 TCN   | (19) Tống Hoàn công ?-682 TCN -651 TCN   | (19) Tống Hoàn công ?-682 TCN -651 TCN   | (19) Tống Hoàn công ?-682 TCN -651 TCN   | (19) Tống Hoàn công ?-682 TCN -651 TCN   | (19) Tống Hoàn công ?-682 TCN -651 TCN   |  |  | Hữu sư Mậu Trọng thị                    | Hữu sư Mậu Trọng thị                    | Hữu sư Mậu Trọng thị                    | Hữu sư Mậu Trọng thị                    | Hữu sư Mậu Trọng thị                    | Hữu sư Mậu Trọng thị                    |  |  | Công tử Thành                         | Công tử Thành                         | Công tử Thành                         | Công tử Thành                         | Công tử Thành                         | Công tử Thành                         |  |  |                                                |                                                |                                                |                                                |                                                |                                                |  |  | □                                          | □                                          | □                                          | □                                          | □                                          | □                                          |  |  |  |  |  |  |  |  |  |  |  |  |  |  |  |  |  |  |  |  |  |  |  |  |  |  |  |  |  |  |  |  |  |  |  |  |  |  |  |  |
| (18) Tống Tử Du ?-682 TCN              | (18) Tống Tử Du ?-682 TCN              | (18) Tống Tử Du ?-682 TCN              | (18) Tống Tử Du ?-682 TCN              | (18) Tống Tử Du ?-682 TCN              | (18) Tống Tử Du ?-682 TCN              |  |  | (17) Tống Mẫn công ?-692 TCN -682 TCN    | (17) Tống Mẫn công ?-692 TCN -682 TCN    | (17) Tống Mẫn công ?-692 TCN -682 TCN    | (17) Tống Mẫn công ?-692 TCN -682 TCN    | (17) Tống Mẫn công ?-692 TCN -682 TCN    | (17) Tống Mẫn công ?-692 TCN -682 TCN    |  |  | (19) Tống Hoàn công ?-682 TCN -651 TCN   | (19) Tống Hoàn công ?-682 TCN -651 TCN   | (19) Tống Hoàn công ?-682 TCN -651 TCN   | (19) Tống Hoàn công ?-682 TCN -651 TCN   | (19) Tống Hoàn công ?-682 TCN -651 TCN   | (19) Tống Hoàn công ?-682 TCN -651 TCN   |  |  | Hữu sư Mậu Trọng thị                    | Hữu sư Mậu Trọng thị                    | Hữu sư Mậu Trọng thị                    | Hữu sư Mậu Trọng thị                    | Hữu sư Mậu Trọng thị                    | Hữu sư Mậu Trọng thị                    |  |  | Công tử Thành                         | Công tử Thành                         | Công tử Thành                         | Công tử Thành                         | Công tử Thành                         | Công tử Thành                         |  |  |                                                |                                                |                                                |                                                |                                                |                                                |  |  | □                                          | □                                          | □                                          | □                                          | □                                          | □                                          |  |  |  |  |  |  |  |  |  |  |  |  |  |  |  |  |  |  |  |  |  |  |  |  |  |  |  |  |  |  |  |  |  |  |  |  |  |  |  |  |
|                                        |                                        |                                        |                                        |                                        |                                        |  |  |                                          |                                          |                                          |                                          |                                          |                                          |  |  |                                          |                                          |                                          |                                          |                                          |                                          |  |  |                                         |                                         |                                         |                                         |                                         |                                         |  |  |                                       |                                       |                                       |                                       |                                       |                                       |  |  |                                                |                                                |                                                |                                                |                                                |                                                |  |  |                                            |                                            |                                            |                                            |                                            |                                            |  |  |  |  |  |  |  |  |  |  |  |  |  |  |  |  |  |  |  |  |  |  |  |  |  |  |  |  |  |  |  |  |  |  |  |  |  |  |  |  |
|                                        |                                        |                                        |                                        |                                        |                                        |  |  | Công tử Mục Di Ngư thị                   | Công tử Mục Di Ngư thị                   | Công tử Mục Di Ngư thị                   | Công tử Mục Di Ngư thị                   | Công tử Mục Di Ngư thị                   | Công tử Mục Di Ngư thị                   |  |  | (20) Tống Tương công ?-651 TCN -637 TCN  | (20) Tống Tương công ?-651 TCN -637 TCN  | (20) Tống Tương công ?-651 TCN -637 TCN  | (20) Tống Tương công ?-651 TCN -637 TCN  | (20) Tống Tương công ?-651 TCN -637 TCN  | (20) Tống Tương công ?-651 TCN -637 TCN  |  |  | Công tử Đãng Đãng thị                   | Công tử Đãng Đãng thị                   | Công tử Đãng Đãng thị                   | Công tử Đãng Đãng thị                   | Công tử Đãng Đãng thị                   | Công tử Đãng Đãng thị                   |  |  | Công tử Lân Lân thị                   | Công tử Lân Lân thị                   | Công tử Lân Lân thị                   | Công tử Lân Lân thị                   | Công tử Lân Lân thị                   | Công tử Lân Lân thị                   |  |  | Hướng Phụ Hật Hướng thị                        | Hướng Phụ Hật Hướng thị                        | Hướng Phụ Hật Hướng thị                        | Hướng Phụ Hật Hướng thị                        | Hướng Phụ Hật Hướng thị                        | Hướng Phụ Hật Hướng thị                        |  |  | Công tôn Cố ? -620 TCN                     | Công tôn Cố ? -620 TCN                     | Công tôn Cố ? -620 TCN                     | Công tôn Cố ? -620 TCN                     | Công tôn Cố ? -620 TCN                     | Công tôn Cố ? -620 TCN                     |  |  |  |  |  |  |  |  |  |  |  |  |  |  |  |  |  |  |  |  |  |  |  |  |  |  |  |  |  |  |  |  |  |  |  |  |  |  |  |  |
|                                        |                                        |                                        |                                        |                                        |                                        |  |  | Công tử Mục Di Ngư thị                   | Công tử Mục Di Ngư thị                   | Công tử Mục Di Ngư thị                   | Công tử Mục Di Ngư thị                   | Công tử Mục Di Ngư thị                   | Công tử Mục Di Ngư thị                   |  |  | (20) Tống Tương công ?-651 TCN -637 TCN  | (20) Tống Tương công ?-651 TCN -637 TCN  | (20) Tống Tương công ?-651 TCN -637 TCN  | (20) Tống Tương công ?-651 TCN -637 TCN  | (20) Tống Tương công ?-651 TCN -637 TCN  | (20) Tống Tương công ?-651 TCN -637 TCN  |  |  | Công tử Đãng Đãng thị                   | Công tử Đãng Đãng thị                   | Công tử Đãng Đãng thị                   | Công tử Đãng Đãng thị                   | Công tử Đãng Đãng thị                   | Công tử Đãng Đãng thị                   |  |  | Công tử Lân Lân thị                   | Công tử Lân Lân thị                   | Công tử Lân Lân thị                   | Công tử Lân Lân thị                   | Công tử Lân Lân thị                   | Công tử Lân Lân thị                   |  |  | Hướng Phụ Hật Hướng thị                        | Hướng Phụ Hật Hướng thị                        | Hướng Phụ Hật Hướng thị                        | Hướng Phụ Hật Hướng thị                        | Hướng Phụ Hật Hướng thị                        | Hướng Phụ Hật Hướng thị                        |  |  | Công tôn Cố ? -620 TCN                     | Công tôn Cố ? -620 TCN                     | Công tôn Cố ? -620 TCN                     | Công tôn Cố ? -620 TCN                     | Công tôn Cố ? -620 TCN                     | Công tôn Cố ? -620 TCN                     |  |  |  |  |  |  |  |  |  |  |  |  |  |  |  |  |  |  |  |  |  |  |  |  |  |  |  |  |  |  |  |  |  |  |  |  |  |  |  |  |
|                                        |                                        |                                        |                                        |                                        |                                        |  |  |                                          |                                          |                                          |                                          |                                          |                                          |  |  |                                          |                                          |                                          |                                          |                                          |                                          |  |  |                                         |                                         |                                         |                                         |                                         |                                         |  |  |                                       |                                       |                                       |                                       |                                       |                                       |  |  |                                                |                                                |                                                |                                                |                                                |                                                |  |  |                                            |                                            |                                            |                                            |                                            |                                            |  |  |  |  |  |  |  |  |  |  |  |  |  |  |  |  |  |  |  |  |  |  |  |  |  |  |  |  |  |  |  |  |  |  |  |  |  |  |  |  |
|                                        |                                        |                                        |                                        |                                        |                                        |  |  |                                          |                                          |                                          |                                          |                                          |                                          |  |  | (21) Tống Thành công ?-637 TCN -620 TCN  | (21) Tống Thành công ?-637 TCN -620 TCN  | (21) Tống Thành công ?-637 TCN -620 TCN  | (21) Tống Thành công ?-637 TCN -620 TCN  | (21) Tống Thành công ?-637 TCN -620 TCN  | (21) Tống Thành công ?-637 TCN -620 TCN  |  |  | (22) Tống Tử Ngữ ?-620 TCN              | (22) Tống Tử Ngữ ?-620 TCN              | (22) Tống Tử Ngữ ?-620 TCN              | (22) Tống Tử Ngữ ?-620 TCN              | (22) Tống Tử Ngữ ?-620 TCN              | (22) Tống Tử Ngữ ?-620 TCN              |  |  |                                       |                                       |                                       |                                       |                                       |                                       |  |  | □                                              | □                                              | □                                              | □                                              | □                                              | □                                              |  |  | □                                          | □                                          | □                                          | □                                          | □                                          | □                                          |  |  |  |  |  |  |  |  |  |  |  |  |  |  |  |  |  |  |  |  |  |  |  |  |  |  |  |  |  |  |  |  |  |  |  |  |  |  |  |  |
|                                        |                                        |                                        |                                        |                                        |                                        |  |  |                                          |                                          |                                          |                                          |                                          |                                          |  |  | (21) Tống Thành công ?-637 TCN -620 TCN  | (21) Tống Thành công ?-637 TCN -620 TCN  | (21) Tống Thành công ?-637 TCN -620 TCN  | (21) Tống Thành công ?-637 TCN -620 TCN  | (21) Tống Thành công ?-637 TCN -620 TCN  | (21) Tống Thành công ?-637 TCN -620 TCN  |  |  | (22) Tống Tử Ngữ ?-620 TCN              | (22) Tống Tử Ngữ ?-620 TCN              | (22) Tống Tử Ngữ ?-620 TCN              | (22) Tống Tử Ngữ ?-620 TCN              | (22) Tống Tử Ngữ ?-620 TCN              | (22) Tống Tử Ngữ ?-620 TCN              |  |  |                                       |                                       |                                       |                                       |                                       |                                       |  |  | □                                              | □                                              | □                                              | □                                              | □                                              | □                                              |  |  | □                                          | □                                          | □                                          | □                                          | □                                          | □                                          |  |  |  |  |  |  |  |  |  |  |  |  |  |  |  |  |  |  |  |  |  |  |  |  |  |  |  |  |  |  |  |  |  |  |  |  |  |  |  |  |
|                                        |                                        |                                        |                                        |                                        |                                        |  |  |                                          |                                          |                                          |                                          |                                          |                                          |  |  |                                          |                                          |                                          |                                          |                                          |                                          |  |  |                                         |                                         |                                         |                                         |                                         |                                         |  |  |                                       |                                       |                                       |                                       |                                       |                                       |  |  |                                                |                                                |                                                |                                                |                                                |                                                |  |  |                                            |                                            |                                            |                                            |                                            |                                            |  |  |  |  |  |  |  |  |  |  |  |  |  |  |  |  |  |  |  |  |  |  |  |  |  |  |  |  |  |  |  |  |  |  |  |  |  |  |  |  |
|                                        |                                        |                                        |                                        |                                        |                                        |  |  | (23) Tống Chiêu công ?-620 TCN -611 TCN  | (23) Tống Chiêu công ?-620 TCN -611 TCN  | (23) Tống Chiêu công ?-620 TCN -611 TCN  | (23) Tống Chiêu công ?-620 TCN -611 TCN  | (23) Tống Chiêu công ?-620 TCN -611 TCN  | (23) Tống Chiêu công ?-620 TCN -611 TCN  |  |  | (24) Tống Văn công ?-611 TCN -589        | (24) Tống Văn công ?-611 TCN -589        | (24) Tống Văn công ?-611 TCN -589        | (24) Tống Văn công ?-611 TCN -589        | (24) Tống Văn công ?-611 TCN -589        | (24) Tống Văn công ?-611 TCN -589        |  |  | Công tử Ngang ?- 619 TCN                | Công tử Ngang ?- 619 TCN                | Công tử Ngang ?- 619 TCN                | Công tử Ngang ?- 619 TCN                | Công tử Ngang ?- 619 TCN                | Công tử Ngang ?- 619 TCN                |  |  | mẫu đệ Tu ?- 609 TCN                  | mẫu đệ Tu ?- 609 TCN                  | mẫu đệ Tu ?- 609 TCN                  | mẫu đệ Tu ?- 609 TCN                  | mẫu đệ Tu ?- 609 TCN                  | mẫu đệ Tu ?- 609 TCN                  |  |  | Khổng Thúc ?-前619                             | Khổng Thúc ?-前619                             | Khổng Thúc ?-前619                             | Khổng Thúc ?-前619                             | Khổng Thúc ?-前619                             | Khổng Thúc ?-前619                             |  |  | Công tôn Chung Li ?- 619 TCN               | Công tôn Chung Li ?- 619 TCN               | Công tôn Chung Li ?- 619 TCN               | Công tôn Chung Li ?- 619 TCN               | Công tôn Chung Li ?- 619 TCN               | Công tôn Chung Li ?- 619 TCN               |  |  |  |  |  |  |  |  |  |  |  |  |  |  |  |  |  |  |  |  |  |  |  |  |  |  |  |  |  |  |  |  |  |  |  |  |  |  |  |  |
|                                        |                                        |                                        |                                        |                                        |                                        |  |  | (23) Tống Chiêu công ?-620 TCN -611 TCN  | (23) Tống Chiêu công ?-620 TCN -611 TCN  | (23) Tống Chiêu công ?-620 TCN -611 TCN  | (23) Tống Chiêu công ?-620 TCN -611 TCN  | (23) Tống Chiêu công ?-620 TCN -611 TCN  | (23) Tống Chiêu công ?-620 TCN -611 TCN  |  |  | (24) Tống Văn công ?-611 TCN -589        | (24) Tống Văn công ?-611 TCN -589        | (24) Tống Văn công ?-611 TCN -589        | (24) Tống Văn công ?-611 TCN -589        | (24) Tống Văn công ?-611 TCN -589        | (24) Tống Văn công ?-611 TCN -589        |  |  | Công tử Ngang ?- 619 TCN                | Công tử Ngang ?- 619 TCN                | Công tử Ngang ?- 619 TCN                | Công tử Ngang ?- 619 TCN                | Công tử Ngang ?- 619 TCN                | Công tử Ngang ?- 619 TCN                |  |  | mẫu đệ Tu ?- 609 TCN                  | mẫu đệ Tu ?- 609 TCN                  | mẫu đệ Tu ?- 609 TCN                  | mẫu đệ Tu ?- 609 TCN                  | mẫu đệ Tu ?- 609 TCN                  | mẫu đệ Tu ?- 609 TCN                  |  |  | Khổng Thúc ?-前619                             | Khổng Thúc ?-前619                             | Khổng Thúc ?-前619                             | Khổng Thúc ?-前619                             | Khổng Thúc ?-前619                             | Khổng Thúc ?-前619                             |  |  | Công tôn Chung Li ?- 619 TCN               | Công tôn Chung Li ?- 619 TCN               | Công tôn Chung Li ?- 619 TCN               | Công tôn Chung Li ?- 619 TCN               | Công tôn Chung Li ?- 619 TCN               | Công tôn Chung Li ?- 619 TCN               |  |  |  |  |  |  |  |  |  |  |  |  |  |  |  |  |  |  |  |  |  |  |  |  |  |  |  |  |  |  |  |  |  |  |  |  |  |  |  |  |
|                                        |                                        |                                        |                                        |                                        |                                        |  |  |                                          |                                          |                                          |                                          |                                          |                                          |  |  |                                          |                                          |                                          |                                          |                                          |                                          |  |  |                                         |                                         |                                         |                                         |                                         |                                         |  |  |                                       |                                       |                                       |                                       |                                       |                                       |  |  |                                                |                                                |                                                |                                                |                                                |                                                |  |  |                                            |                                            |                                            |                                            |                                            |                                            |  |  |  |  |  |  |  |  |  |  |  |  |  |  |  |  |  |  |  |  |  |  |  |  |  |  |  |  |  |  |  |  |  |  |  |  |  |  |  |  |
|                                        |                                        |                                        |                                        |                                        |                                        |  |  |                                          |                                          |                                          |                                          |                                          |                                          |  |  | (25) Tống Cung công ?-589 TCN -576 TCN   | (25) Tống Cung công ?-589 TCN -576 TCN   | (25) Tống Cung công ?-589 TCN -576 TCN   | (25) Tống Cung công ?-589 TCN -576 TCN   | (25) Tống Cung công ?-589 TCN -576 TCN   | (25) Tống Cung công ?-589 TCN -576 TCN   |  |  | Công tử Vi Quy Linh thị ?- 586 TCN      | Công tử Vi Quy Linh thị ?- 586 TCN      | Công tử Vi Quy Linh thị ?- 586 TCN      | Công tử Vi Quy Linh thị ?- 586 TCN      | Công tử Vi Quy Linh thị ?- 586 TCN      | Công tử Vi Quy Linh thị ?- 586 TCN      |  |  | Công tử Phì ?- 576 TCN                | Công tử Phì ?- 576 TCN                | Công tử Phì ?- 576 TCN                | Công tử Phì ?- 576 TCN                | Công tử Phì ?- 576 TCN                | Công tử Phì ?- 576 TCN                |  |  |                                                |                                                |                                                |                                                |                                                |                                                |  |  |                                            |                                            |                                            |                                            |                                            |                                            |  |  |  |  |  |  |  |  |  |  |  |  |  |  |  |  |  |  |  |  |  |  |  |  |  |  |  |  |  |  |  |  |  |  |  |  |  |  |  |  |
|                                        |                                        |                                        |                                        |                                        |                                        |  |  |                                          |                                          |                                          |                                          |                                          |                                          |  |  | (25) Tống Cung công ?-589 TCN -576 TCN   | (25) Tống Cung công ?-589 TCN -576 TCN   | (25) Tống Cung công ?-589 TCN -576 TCN   | (25) Tống Cung công ?-589 TCN -576 TCN   | (25) Tống Cung công ?-589 TCN -576 TCN   | (25) Tống Cung công ?-589 TCN -576 TCN   |  |  | Công tử Vi Quy Linh thị ?- 586 TCN      | Công tử Vi Quy Linh thị ?- 586 TCN      | Công tử Vi Quy Linh thị ?- 586 TCN      | Công tử Vi Quy Linh thị ?- 586 TCN      | Công tử Vi Quy Linh thị ?- 586 TCN      | Công tử Vi Quy Linh thị ?- 586 TCN      |  |  | Công tử Phì ?- 576 TCN                | Công tử Phì ?- 576 TCN                | Công tử Phì ?- 576 TCN                | Công tử Phì ?- 576 TCN                | Công tử Phì ?- 576 TCN                | Công tử Phì ?- 576 TCN                |  |  |                                                |                                                |                                                |                                                |                                                |                                                |  |  |                                            |                                            |                                            |                                            |                                            |                                            |  |  |  |  |  |  |  |  |  |  |  |  |  |  |  |  |  |  |  |  |  |  |  |  |  |  |  |  |  |  |  |  |  |  |  |  |  |  |  |  |
|                                        |                                        |                                        |                                        |                                        |                                        |  |  |                                          |                                          |                                          |                                          |                                          |                                          |  |  |                                          |                                          |                                          |                                          |                                          |                                          |  |  |                                         |                                         |                                         |                                         |                                         |                                         |  |  |                                       |                                       |                                       |                                       |                                       |                                       |  |  |                                                |                                                |                                                |                                                |                                                |                                                |  |  |                                            |                                            |                                            |                                            |                                            |                                            |  |  |  |  |  |  |  |  |  |  |  |  |  |  |  |  |  |  |  |  |  |  |  |  |  |  |  |  |  |  |  |  |  |  |  |  |  |  |  |  |
|                                        |                                        |                                        |                                        |                                        |                                        |  |  |                                          |                                          |                                          |                                          |                                          |                                          |  |  | (26) Tống Bình công ?-576 TCN -532 TCN   | (26) Tống Bình công ?-576 TCN -532 TCN   | (26) Tống Bình công ?-576 TCN -532 TCN   | (26) Tống Bình công ?-576 TCN -532 TCN   | (26) Tống Bình công ?-576 TCN -532 TCN   | (26) Tống Bình công ?-576 TCN -532 TCN   |  |  | Trữ sư Đoàn Thạch thị                   | Trữ sư Đoàn Thạch thị                   | Trữ sư Đoàn Thạch thị                   | Trữ sư Đoàn Thạch thị                   | Trữ sư Đoàn Thạch thị                   | Trữ sư Đoàn Thạch thị                   |  |  |                                       |                                       |                                       |                                       |                                       |                                       |  |  |                                                |                                                |                                                |                                                |                                                |                                                |  |  |                                            |                                            |                                            |                                            |                                            |                                            |  |  |  |  |  |  |  |  |  |  |  |  |  |  |  |  |  |  |  |  |  |  |  |  |  |  |  |  |  |  |  |  |  |  |  |  |  |  |  |  |
|                                        |                                        |                                        |                                        |                                        |                                        |  |  |                                          |                                          |                                          |                                          |                                          |                                          |  |  | (26) Tống Bình công ?-576 TCN -532 TCN   | (26) Tống Bình công ?-576 TCN -532 TCN   | (26) Tống Bình công ?-576 TCN -532 TCN   | (26) Tống Bình công ?-576 TCN -532 TCN   | (26) Tống Bình công ?-576 TCN -532 TCN   | (26) Tống Bình công ?-576 TCN -532 TCN   |  |  | Trữ sư Đoàn Thạch thị                   | Trữ sư Đoàn Thạch thị                   | Trữ sư Đoàn Thạch thị                   | Trữ sư Đoàn Thạch thị                   | Trữ sư Đoàn Thạch thị                   | Trữ sư Đoàn Thạch thị                   |  |  |                                       |                                       |                                       |                                       |                                       |                                       |  |  |                                                |                                                |                                                |                                                |                                                |                                                |  |  |                                            |                                            |                                            |                                            |                                            |                                            |  |  |  |  |  |  |  |  |  |  |  |  |  |  |  |  |  |  |  |  |  |  |  |  |  |  |  |  |  |  |  |  |  |  |  |  |  |  |  |  |
|                                        |                                        |                                        |                                        |                                        |                                        |  |  |                                          |                                          |                                          |                                          |                                          |                                          |  |  |                                          |                                          |                                          |                                          |                                          |                                          |  |  |                                         |                                         |                                         |                                         |                                         |                                         |  |  |                                       |                                       |                                       |                                       |                                       |                                       |  |  |                                                |                                                |                                                |                                                |                                                |                                                |  |  |                                            |                                            |                                            |                                            |                                            |                                            |  |  |  |  |  |  |  |  |  |  |  |  |  |  |  |  |  |  |  |  |  |  |  |  |  |  |  |  |  |  |  |  |  |  |  |  |  |  |  |  |
|                                        |                                        |                                        |                                        |                                        |                                        |  |  | Thái tử Tọa ?- 547 TCN                   | Thái tử Tọa ?- 547 TCN                   | Thái tử Tọa ?- 547 TCN                   | Thái tử Tọa ?- 547 TCN                   | Thái tử Tọa ?- 547 TCN                   | Thái tử Tọa ?- 547 TCN                   |  |  | (27) Tống Nguyên công ?-532 TCN -517 TCN | (27) Tống Nguyên công ?-532 TCN -517 TCN | (27) Tống Nguyên công ?-532 TCN -517 TCN | (27) Tống Nguyên công ?-532 TCN -517 TCN | (27) Tống Nguyên công ?-532 TCN -517 TCN | (27) Tống Nguyên công ?-532 TCN -517 TCN |  |  | Công tử Thành                           | Công tử Thành                           | Công tử Thành                           | Công tử Thành                           | Công tử Thành                           | Công tử Thành                           |  |  | Công tử Ngự Nhung Biên thị ?- 522 TCN | Công tử Ngự Nhung Biên thị ?- 522 TCN | Công tử Ngự Nhung Biên thị ?- 522 TCN | Công tử Ngự Nhung Biên thị ?- 522 TCN | Công tử Ngự Nhung Biên thị ?- 522 TCN | Công tử Ngự Nhung Biên thị ?- 522 TCN |  |  |                                                |                                                |                                                |                                                |                                                |                                                |  |  |                                            |                                            |                                            |                                            |                                            |                                            |  |  |  |  |  |  |  |  |  |  |  |  |  |  |  |  |  |  |  |  |  |  |  |  |  |  |  |  |  |  |  |  |  |  |  |  |  |  |  |  |
|                                        |                                        |                                        |                                        |                                        |                                        |  |  | Thái tử Tọa ?- 547 TCN                   | Thái tử Tọa ?- 547 TCN                   | Thái tử Tọa ?- 547 TCN                   | Thái tử Tọa ?- 547 TCN                   | Thái tử Tọa ?- 547 TCN                   | Thái tử Tọa ?- 547 TCN                   |  |  | (27) Tống Nguyên công ?-532 TCN -517 TCN | (27) Tống Nguyên công ?-532 TCN -517 TCN | (27) Tống Nguyên công ?-532 TCN -517 TCN | (27) Tống Nguyên công ?-532 TCN -517 TCN | (27) Tống Nguyên công ?-532 TCN -517 TCN | (27) Tống Nguyên công ?-532 TCN -517 TCN |  |  | Công tử Thành                           | Công tử Thành                           | Công tử Thành                           | Công tử Thành                           | Công tử Thành                           | Công tử Thành                           |  |  | Công tử Ngự Nhung Biên thị ?- 522 TCN | Công tử Ngự Nhung Biên thị ?- 522 TCN | Công tử Ngự Nhung Biên thị ?- 522 TCN | Công tử Ngự Nhung Biên thị ?- 522 TCN | Công tử Ngự Nhung Biên thị ?- 522 TCN | Công tử Ngự Nhung Biên thị ?- 522 TCN |  |  |                                                |                                                |                                                |                                                |                                                |                                                |  |  |                                            |                                            |                                            |                                            |                                            |                                            |  |  |  |  |  |  |  |  |  |  |  |  |  |  |  |  |  |  |  |  |  |  |  |  |  |  |  |  |  |  |  |  |  |  |  |  |  |  |  |  |
|                                        |                                        |                                        |                                        |                                        |                                        |  |  |                                          |                                          |                                          |                                          |                                          |                                          |  |  |                                          |                                          |                                          |                                          |                                          |                                          |  |  |                                         |                                         |                                         |                                         |                                         |                                         |  |  |                                       |                                       |                                       |                                       |                                       |                                       |  |  |                                                |                                                |                                                |                                                |                                                |                                                |  |  |                                            |                                            |                                            |                                            |                                            |                                            |  |  |  |  |  |  |  |  |  |  |  |  |  |  |  |  |  |  |  |  |  |  |  |  |  |  |  |  |  |  |  |  |  |  |  |  |  |  |  |  |
| (28) Tống Cảnh công ?-517 TCN -469 TCN | (28) Tống Cảnh công ?-517 TCN -469 TCN | (28) Tống Cảnh công ?-517 TCN -469 TCN | (28) Tống Cảnh công ?-517 TCN -469 TCN | (28) Tống Cảnh công ?-517 TCN -469 TCN | (28) Tống Cảnh công ?-517 TCN -469 TCN |  |  | Công tử Địa                              | Công tử Địa                              | Công tử Địa                              | Công tử Địa                              | Công tử Địa                              | Công tử Địa                              |  |  | Mẫu đệ Thìn                              | Mẫu đệ Thìn                              | Mẫu đệ Thìn                              | Mẫu đệ Thìn                              | Mẫu đệ Thìn                              | Mẫu đệ Thìn                              |  |  | Công tử Đoan Tần                        | Công tử Đoan Tần                        | Công tử Đoan Tần                        | Công tử Đoan Tần                        | Công tử Đoan Tần                        | Công tử Đoan Tần                        |  |  |                                       |                                       |                                       |                                       |                                       |                                       |  |  |                                                |                                                |                                                |                                                |                                                |                                                |  |  |                                            |                                            |                                            |                                            |                                            |                                            |  |  |  |  |  |  |  |  |  |  |  |  |  |  |  |  |  |  |  |  |  |  |  |  |  |  |  |  |  |  |  |  |  |  |  |  |  |  |  |  |
| (28) Tống Cảnh công ?-517 TCN -469 TCN | (28) Tống Cảnh công ?-517 TCN -469 TCN | (28) Tống Cảnh công ?-517 TCN -469 TCN | (28) Tống Cảnh công ?-517 TCN -469 TCN | (28) Tống Cảnh công ?-517 TCN -469 TCN | (28) Tống Cảnh công ?-517 TCN -469 TCN |  |  | Công tử Địa                              | Công tử Địa                              | Công tử Địa                              | Công tử Địa                              | Công tử Địa                              | Công tử Địa                              |  |  | Mẫu đệ Thìn                              | Mẫu đệ Thìn                              | Mẫu đệ Thìn                              | Mẫu đệ Thìn                              | Mẫu đệ Thìn                              | Mẫu đệ Thìn                              |  |  | Công tử Đoan Tần                        | Công tử Đoan Tần                        | Công tử Đoan Tần                        | Công tử Đoan Tần                        | Công tử Đoan Tần                        | Công tử Đoan Tần                        |  |  |                                       |                                       |                                       |                                       |                                       |                                       |  |  |                                                |                                                |                                                |                                                |                                                |                                                |  |  |                                            |                                            |                                            |                                            |                                            |                                            |  |  |  |  |  |  |  |  |  |  |  |  |  |  |  |  |  |  |  |  |  |  |  |  |  |  |  |  |  |  |  |  |  |  |  |  |  |  |  |  |
|                                        |                                        |                                        |                                        |                                        |                                        |  |  |                                          |                                          |                                          |                                          |                                          |                                          |  |  |                                          |                                          |                                          |                                          |                                          |                                          |  |  | Công tôn Chu                            |                                         |                                         |                                         |                                         |                                         |  |  |                                       |                                       |                                       |                                       |                                       |                                       |  |  |                                                |                                                |                                                |                                                |                                                |                                                |  |  |                                            |                                            |                                            |                                            |                                            |                                            |  |  |  |  |  |  |  |  |  |  |  |  |  |  |  |  |  |  |  |  |  |  |  |  |  |  |  |  |  |  |  |  |  |  |  |  |  |  |  |  |
|                                        |                                        |                                        |                                        |                                        |                                        |  |  |                                          |                                          |                                          |                                          |                                          |                                          |  |  |                                          |                                          |                                          |                                          |                                          |                                          |  |  |                                         |                                         |                                         |                                         |                                         |                                         |  |  |                                       |                                       |                                       |                                       |                                       |                                       |  |  |                                                |                                                |                                                |                                                |                                                |                                                |  |  |                                            |                                            |                                            |                                            |                                            |                                            |  |  |  |  |  |  |  |  |  |  |  |  |  |  |  |  |  |  |  |  |  |  |  |  |  |  |  |  |  |  |  |  |  |  |  |  |  |  |  |  |
|                                        |                                        |                                        |                                        |                                        |                                        |  |  |                                          |                                          |                                          |                                          |                                          |                                          |  |  |                                          |                                          |                                          |                                          |                                          |                                          |  |  |                                         |                                         |                                         |                                         |                                         |                                         |  |  |                                       |                                       |                                       |                                       |                                       |                                       |  |  |                                                |                                                |                                                |                                                |                                                |                                                |  |  |                                            |                                            |                                            |                                            |                                            |                                            |  |  |  |  |  |  |  |  |  |  |  |  |  |  |  |  |  |  |  |  |  |  |  |  |  |  |  |  |  |  |  |  |  |  |  |  |  |  |  |  |
|                                        |                                        |                                        |                                        |                                        |                                        |  |  |                                          |                                          |                                          |                                          |                                          |                                          |  |  |                                          |                                          |                                          |                                          |                                          |                                          |  |  | (30) Tống Chiêu công ?-469 TCN -404 TCN | (30) Tống Chiêu công ?-469 TCN -404 TCN | (30) Tống Chiêu công ?-469 TCN -404 TCN | (30) Tống Chiêu công ?-469 TCN -404 TCN | (30) Tống Chiêu công ?-469 TCN -404 TCN | (30) Tống Chiêu công ?-469 TCN -404 TCN |  |  | (29) Khải ?-469 TCN-?                 | (29) Khải ?-469 TCN-?                 | (29) Khải ?-469 TCN-?                 | (29) Khải ?-469 TCN-?                 | (29) Khải ?-469 TCN-?                 | (29) Khải ?-469 TCN-?                 |  |  |                                                |                                                |                                                |                                                |                                                |                                                |  |  |                                            |                                            |                                            |                                            |                                            |                                            |  |  |  |  |  |  |  |  |  |  |  |  |  |  |  |  |  |  |  |  |  |  |  |  |  |  |  |  |  |  |  |  |  |  |  |  |  |  |  |  |
|                                        |                                        |                                        |                                        |                                        |                                        |  |  |                                          |                                          |                                          |                                          |                                          |                                          |  |  |                                          |                                          |                                          |                                          |                                          |                                          |  |  | (30) Tống Chiêu công ?-469 TCN -404 TCN | (30) Tống Chiêu công ?-469 TCN -404 TCN | (30) Tống Chiêu công ?-469 TCN -404 TCN | (30) Tống Chiêu công ?-469 TCN -404 TCN | (30) Tống Chiêu công ?-469 TCN -404 TCN | (30) Tống Chiêu công ?-469 TCN -404 TCN |  |  | (29) Khải ?-469 TCN-?                 | (29) Khải ?-469 TCN-?                 | (29) Khải ?-469 TCN-?                 | (29) Khải ?-469 TCN-?                 | (29) Khải ?-469 TCN-?                 | (29) Khải ?-469 TCN-?                 |  |  |                                                |                                                |                                                |                                                |                                                |                                                |  |  |                                            |                                            |                                            |                                            |                                            |                                            |  |  |  |  |  |  |  |  |  |  |  |  |  |  |  |  |  |  |  |  |  |  |  |  |  |  |  |  |  |  |  |  |  |  |  |  |  |  |  |  |
|                                        |                                        |                                        |                                        |                                        |                                        |  |  |                                          |                                          |                                          |                                          |                                          |                                          |  |  |                                          |                                          |                                          |                                          |                                          |                                          |  |  |                                         |                                         |                                         |                                         |                                         |                                         |  |  |                                       |                                       |                                       |                                       |                                       |                                       |  |  |                                                |                                                |                                                |                                                |                                                |                                                |  |  |                                            |                                            |                                            |                                            |                                            |                                            |  |  |  |  |  |  |  |  |  |  |  |  |  |  |  |  |  |  |  |  |  |  |  |  |  |  |  |  |  |  |  |  |  |  |  |  |  |  |  |  |
|                                        |                                        |                                        |                                        |                                        |                                        |  |  |                                          |                                          |                                          |                                          |                                          |                                          |  |  |                                          |                                          |                                          |                                          |                                          |                                          |  |  | (31) Tống Điệu công ?-404 TCN -385 TCN  | (31) Tống Điệu công ?-404 TCN -385 TCN  | (31) Tống Điệu công ?-404 TCN -385 TCN  | (31) Tống Điệu công ?-404 TCN -385 TCN  | (31) Tống Điệu công ?-404 TCN -385 TCN  | (31) Tống Điệu công ?-404 TCN -385 TCN  |  |  |                                       |                                       |                                       |                                       |                                       |                                       |  |  | (34) Tống Dịch Thành quân ?-356 TCN -329 TCN-? | (34) Tống Dịch Thành quân ?-356 TCN -329 TCN-? | (34) Tống Dịch Thành quân ?-356 TCN -329 TCN-? | (34) Tống Dịch Thành quân ?-356 TCN -329 TCN-? | (34) Tống Dịch Thành quân ?-356 TCN -329 TCN-? | (34) Tống Dịch Thành quân ?-356 TCN -329 TCN-? |  |  | (35) Tống Khang vương ?-329 TCN -286 TCN-? | (35) Tống Khang vương ?-329 TCN -286 TCN-? | (35) Tống Khang vương ?-329 TCN -286 TCN-? | (35) Tống Khang vương ?-329 TCN -286 TCN-? | (35) Tống Khang vương ?-329 TCN -286 TCN-? | (35) Tống Khang vương ?-329 TCN -286 TCN-? |  |  |  |  |  |  |  |  |  |  |  |  |  |  |  |  |  |  |  |  |  |  |  |  |  |  |  |  |  |  |  |  |  |  |  |  |  |  |  |  |
|                                        |                                        |                                        |                                        |                                        |                                        |  |  |                                          |                                          |                                          |                                          |                                          |                                          |  |  |                                          |                                          |                                          |                                          |                                          |                                          |  |  | (31) Tống Điệu công ?-404 TCN -385 TCN  | (31) Tống Điệu công ?-404 TCN -385 TCN  | (31) Tống Điệu công ?-404 TCN -385 TCN  | (31) Tống Điệu công ?-404 TCN -385 TCN  | (31) Tống Điệu công ?-404 TCN -385 TCN  | (31) Tống Điệu công ?-404 TCN -385 TCN  |  |  |                                       |                                       |                                       |                                       |                                       |                                       |  |  | (34) Tống Dịch Thành quân ?-356 TCN -329 TCN-? | (34) Tống Dịch Thành quân ?-356 TCN -329 TCN-? | (34) Tống Dịch Thành quân ?-356 TCN -329 TCN-? | (34) Tống Dịch Thành quân ?-356 TCN -329 TCN-? | (34) Tống Dịch Thành quân ?-356 TCN -329 TCN-? | (34) Tống Dịch Thành quân ?-356 TCN -329 TCN-? |  |  | (35) Tống Khang vương ?-329 TCN -286 TCN-? | (35) Tống Khang vương ?-329 TCN -286 TCN-? | (35) Tống Khang vương ?-329 TCN -286 TCN-? | (35) Tống Khang vương ?-329 TCN -286 TCN-? | (35) Tống Khang vương ?-329 TCN -286 TCN-? | (35) Tống Khang vương ?-329 TCN -286 TCN-? |  |  |  |  |  |  |  |  |  |  |  |  |  |  |  |  |  |  |  |  |  |  |  |  |  |  |  |  |  |  |  |  |  |  |  |  |  |  |  |  |
|                                        |                                        |                                        |                                        |                                        |                                        |  |  |                                          |                                          |                                          |                                          |                                          |                                          |  |  |                                          |                                          |                                          |                                          |                                          |                                          |  |  | (32) Tống Hưu công ?-385 TCN -363       |                                         |                                         |                                         |                                         |                                         |  |  |                                       |                                       |                                       |                                       |                                       |                                       |  |  |                                                |                                                |                                                |                                                |                                                |                                                |  |  |                                            |                                            |                                            |                                            |                                            |                                            |  |  |  |  |  |  |  |  |  |  |  |  |  |  |  |  |  |  |  |  |  |  |  |  |  |  |  |  |  |  |  |  |  |  |  |  |  |  |  |  |
|                                        |                                        |                                        |                                        |                                        |                                        |  |  |                                          |                                          |                                          |                                          |                                          |                                          |  |  |                                          |                                          |                                          |                                          |                                          |                                          |  |  |                                         |                                         |                                         |                                         |                                         |                                         |  |  |                                       |                                       |                                       |                                       |                                       |                                       |  |  |                                                |                                                |                                                |                                                |                                                |                                                |  |  |                                            |                                            |                                            |                                            |                                            |                                            |  |  |  |  |  |  |  |  |  |  |  |  |  |  |  |  |  |  |  |  |  |  |  |  |  |  |  |  |  |  |  |  |  |  |  |  |  |  |  |  |
|                                        |                                        |                                        |                                        |                                        |                                        |  |  |                                          |                                          |                                          |                                          |                                          |                                          |  |  |                                          |                                          |                                          |                                          |                                          |                                          |  |  | (33) Tống Hoàn công ?-363 TCN -356      |                                         |                                         |                                         |                                         |                                         |  |  |                                       |                                       |                                       |                                       |                                       |                                       |  |  |                                                |                                                |                                                |                                                |                                                |                                                |  |  |                                            |                                            |                                            |                                            |                                            |                                            |  |  |  |  |  |  |  |  |  |  |  |  |  |  |  |  |  |  |  |  |  |  |  |  |  |  |  |  |  |  |  |  |  |  |  |  |  |  |  |  |

| Thụy hiệu                                   | Họ tên               | Thời gian tại vị    | Số năm   | Quan hệ |
| ------------------------------------------- | -------------------- | ------------------- | -------- | --- |
| Tống Vi Tử Khải                             | Tử Khải              | 1038 TCN - 1025 TCN | 14       | anh vua Trụ |
| Tống Vi Trọng                               | Tử Diễn              | 1025 TCN - 986 TCN  | 39       | em Tử Khải, anh vua Trụ( Hán thư tác là con Vi Tử )                                                                     |
| Tống Công Kê (không có thụy hiệu)           | Tử Kê                | 986 TCN-942 TCN     | 44       | con Vi Trọng |
| Tống Đinh công(Hán thư không có người này ) | Tử Thân              | 942 TCN-919 TCN     | 24       | con Công Kê |
| Tống Mẫn công                               | Tử Cung              | 918 TCN -895 TCN    | 23       | con Đinh công( Hán thư tác con Cung Công )                                                                              |
| Tống Dương công                             | Tử Hi                | 894 TCN -878 TCN    | 16       | em Mẫn công |
| Tống Lệ công                                | Tử Phụ Tự            | 878 - 859 TCN       | 19       | con Mẫn công |
| Tống Li công                                | Tử Cử                | 858 TCN - 831 TCN   | 28       | con Lệ công |
| Tống Huệ công                               | Tử Kiến/Hiện (覵)    | 830 TCN - 800 TCN   | 30       | con Li công |
| Tống Ai công                                |                      | 800 TCN             | 1        | con Huệ công |
| Tống Đái công                               | Tử Bạch              | 799 TCN - 766 TCN   | 34       | con Ai công |
| Tống Vũ công                                | Tử Tư Không          | 765 TCN - 748 TCN   | 18       | con Đái công |
| Tống Tuyên công                             | Tử Lực               | 747 TCN - 729 TCN   | 19       | con Vũ công |
| Tống Mục công                               | Tử Hòa               | 728 TCN - 720 TCN   | 9        | em Tuyên công |
| Tống Thương công                            | Tử Dữ Di             | 719 TCN - 711 TCN   | 9        | con Tuyên công |
| Tống Trang công                             | Tử Phùng (Bằng)      | 710 TCN - 692 TCN   | 19       | con Mục công |
| Tống Mẫn công                               | Tử Tiệp              | 691 TCN - 681 TCN   | 11       | con Trang công |
| Tống Tiền Phế công                          | Tử Du                | 681 TCN             | 1        | ? |
| Tống Hoàn công                              | Tử Ngữ Thuyết        | 681 TCN - 651 TCN   | 31       | em Mẫn công |
| Tống Tương công                             | Tử Tư (玆) Phủ       | 650 TCN - 637 TCN   | 14       | con Hoàn công |
| Tống Thành công                             | Tử Vương Thần        | 636 TCN - 620 TCN   | 17       | ? |
| Tống Hậu Phế công                           | Tử Ngữ               | 620 TCN             | 1        | em Thành công |
| Tống Chiêu công                             | Tử Xử Cữu            | 619 TCN - 611 TCN   | 9        | con Thành công |
| Tống Văn công                               | Tử Bảo Cách          | 610 TCN - 589 TCN   | 22       | em Chiêu công |
| Tống Cộng công                              | Tử Hà                | 588 TCN - 576 TCN   | 13       | con Văn công |
| Tống Bình công                              | Tử Thành             | 575 TCN - 532 TCN   | 44       | con Cộng công |
| Tống Nguyên công                            | Tử Tá                | 531 TCN - 517 TCN   | 15       | con Bình công |
| Tống Cảnh công                              | Tử Đầu Mạn           | 516 TCN - 469 TCN   | 64       | con Nguyên công |
| Tống Tử Khải                                | Tử Khải              | 469 TCN             | vài ngày | chắt của Nguyên công, cháu trai gọi bằng ông bác của Cảnh công                                                          |
| Tống Chiêu công                             | Tử Đặc               | 469 TCN - 406 TCN   | 47       | Chắt chi thứ của Nguyên công, gọi Nguyên công là cụ (Nguyên công sinh Tử Đang Tần, Tử Đang Tần sinh Củ, Củ sinh Tử Đặc) |
| Tống Điệu công                              | Tử Cấu Do            | 406 TCN - 399 TCN   | 8        | con Chiêu công |
| Tống Hưu công                               | Tử Điền              | 399 TCN - 377 TCN   | 23       | con Điệu công |
| Tống Hoàn công hoặc Tống Hoàn hầu           | Tử Tích Binh         | 377 TCN - 375 TCN   | 3        | con Hưu công |
| Tống Dịch Thành quân                        | Tử (Đái?) Dịch Thành | 375 TCN - 335 TCN   | 41       | con Hoàn công (Trúc thư kỉ niên viết là hậu duệ của Tử Văn, Tử Văn là con Tống Đái công.)                               |
| Tống Khang vương hoặc Tống vương Yển        | Tử (Đái?) Yển        | 334 TCN - 286 TCN   | 47       | em Dịch Thành, năm thứ 11 tự lập làm vương.                                                                             |